# ムバフ・サリカム
ムバフ・サリカム（Mbah Sarikem、1910年2月5日 - ）は、インドネシアのスーパーセンテナリアン。インドネシア・中部ジャワ州スラーゲン県在住の長寿の女性。2022年2月現在、存命人物のなかでインドネシア最高齢人物である。

## 略歴
1910年、スラーゲン県に生まれる。若いころは主に商人として働いており、非常に勤勉でもあったという。主に香辛料、テンペ、石油を取引していた。インドネシアをオランダが占領していた際、軍隊間の確執を見たこともあったという。自身の家にも2人兵士が滞在しており、当時ですでに自身も2人の子供を持っていたという。最初の夫との間には4人の子供をもうけ、2020年9月時点ではそのうちの末っ子の家に在住していた。最初の夫が死去すると再婚し、その夫とも4人の子供をもうける。夫は1994年ごろに死去。
サリカムは自身の長寿の秘訣について「沈黙」と答えていた。当時はほとんどの臓器に支障があり、耳はほとんど聞こえず、ほとんど失明状態であったという。